# Відкритий чемпіонат США з тенісу 1991
Відкритий чемпіонат США з тенісу 1991 проходив з 26 серпня по 8 вересня 1991 року на відкртих кортах Тенісного центру імені Біллі Джин Кінг у парку Флашинг-Медоуз у районі Нью-Йорка Квінз. Це був четвертий, останній турнір Великого шолома календарного року. 

## Огляд подій та досягнень
В одиночному розряді чоловіків Піт Сампрас поступився титулом Стефану Едбергу, для якого це був 5-ий титул турніру Великого шолома й перший титул чемпіона США. 
У жінок минулорічна чемпіонка Габріела Сабатіні програла у чвертьфіналі, а новою чемпіонкою стала Моніка Селеш, яка виграла чемпіонат США вперше, але загалом це був для неї 4-ий титул Великого шолома.
Джон Фіцджеральд виграв свій третій чемпіонат США в парному розряді й 9-ий мейджор, Андерс Яррід, відповідно — другий та восьмий. У жіночому парному розряді Пем Шрайвер виграла чемпіонат США вп'яте (22-ий мейджор), а Наташа Звєрєва — вперше (4-ий мейджор).
Переможці змагань змішаних пар, нідерландці Манон Боллеграф та Том Нейссен, виграли чемпіонат США вперше. Для обох це був другий титул Великого шолома.

## Результати фінальних матчів

### Дорослі
| Одиночний розряд. Чоловіки    |                                     |                    |
| Стефан Едберг                 | Джим Кур'є                          | 6–2, 6–4, 6–0      |
|                               |                                     |                    |
| Одиночний розряд. Жінки       |                                     |                    |
| Моніка Селеш                  | Мартіна Навратілова                 | 7–6(7–1), 6–1      |
|                               |                                     |                    |
| Парний розряд. Чоловіки       |                                     |                    |
| Джон Фіцджеральд Андерс Яррід | Скотт Девіс Девід Піт               | 6–3, 3–6, 6–3, 6–3 |
|                               |                                     |                    |
| Парний розряд. Жінки          |                                     |                    |
| Пем Шрайвер Наташа Звєрєва    | Яна Новотна Лариса Савченко         | 6–4, 4–6, 7–6(7–5) |
|                               |                                     |                    |
| Мікст                         |                                     |                    |
| Манон Боллеграф Том Нейссен   | Аранча Санчес Вікаріо Еміліо Санчес | 6–2, 7–6(7–2)      |
|                               |                                     |                    |

### Юніори
| Одиночний розряд. Хлопці        |                              |               |
| Леандер Паес                    | Карім Аламі                  | 6–4, 6–4      |
|                                 |                              |               |
| Одиночний розряд. Дівчата       |                              |               |
| Каріна Габшудова                | Енн Молл                     | 6–1, 6–3      |
|                                 |                              |               |
| Парний розряд. Хлопці           |                              |               |
| Карім Аламі Джон-Лаффні де Ягер | Майкл Джойс Вінс Спейдіа     | 6–4, 6–7, 6–1 |
|                                 |                              |               |
| Парний розряд. Дівчата          |                              |               |
| Крістін Годрідж Ніколь Пратт    | Оса Карлссон Кетеліна Кристя | 7–6, 7–5      |
|                                 |                              |               |